# Miaira
Der Miaira (portugiesisch Ribeira Miaira) ist ein osttimoresischer Fluss im Verwaltungsamt Iliomar (Gemeinde Lautém) im Südosten der Insel Timor.

## Verlauf
Der Miaira entspringt im Suco Fuat südlich des Dorfes Rumutau. Der Fluss fließt nach Südosten in den Suco Iliomar I und macht einen Schlenker nach Südwesten, bevor er in die Timorsee mündet.